# Їїзем'я
«Їїзем'я» (англ. Herland) — утопічний науково-фантастичний роман 1915 року американської письменниці-феміністки, економістки та соціальної реформаторки Шарлотти Перкінс Гілмен в жанрі феміністської наукової фантастики. В романі зображується ізольоване суспільство, що складається цілком з жінок, які відтворюються через партеногенез. Змальовано ідеальний соціальний порядок — вільний від війн, конфліктів; турбота про людину ставиться вище від вигоди й визначає економіку.
Написаний під впливом романів Едварда Белламі, роман став класикою феміністичної наукової фантастики. В центрі твору поставлено питання трансформації сучасних письменницьких відносин між жінками й чоловіками в більш гуманні.
Вперше виданий у журналі «The Forerunner» («Предтеча») 1915 року. Публікація роману в книжному форматі відбулася 1979 року. Роман часто розглядають як другу частину трилогії: 1 частина — «Переміщення гори» (інший варіант назви «Відродження») (1911 рік), 3-я частина — «З Її в Нашзем'я» (1916 рік).

## Сюжет
Троє друзів-студентів (Вандік «Ван» Дженнінгс, Террі О. Ніколсон та Джеф Марграв) з абсолютно різним ставленням до «жіночого питання» та жінок як таких (від необхідності їм допомагати до бажання їх підкорювати) вирушають біпланом в експедицію до дивовижної країни, де живуть виключно жінки. У цьому світі панує порядок, добро, відсутнє насильство і боротьба за владу. По прибуттю мандрівники опиняються в полоні жінок, які їх присипляють.
Поступово Дженнігс, Ніколсон і Марграв налагоджують стосунки з жінками, від яких дізнаються історію утворення їхнього суспільства. Більшість чоловіків загинуло 2000 років тому під час виверження вулкана. Поступово на острові утворився матріархат. Відсутність чоловіків призвела до зникнення військових конфліктів, разом з тим жінки забули, що таке романтика, почуття до представника іншої статі, кохання, статеві відносини. Зрештою кожен з чоловіків одружується, потім Вандік з дружиною Елладорою та Террі залишають Їїзем'я.
В продовженні «Їїзем'я» — «З Її у Нашзем'я» (1916) — розповідається про повернення Вандіка «Вана» Дженнінгса з дружиною Елладорою до США, де представлено тогочасне суспільство з несправедливістю, порушеннями прав жінок, війнами (у порівнянні з суспільством жінок Їїзем'я).

## Основні теми
- Зображення статі, її особливості від ролі, яку вона відіграє в суспільстві. У світі мандрівників жінки тендітні та слабкі, а на Їїзем'ї жінки наділені маскулінними фізичними особливостями: значною силою, оскільки вони будують все самотужки; мають коротке волосся, схожі на чоловіків, хоч обличчям залишилися жінками. Жінки Їїзем'я не носять прикрас, надають перевагу звичайному одягу, не користуються косметикою. Не мають також відмінностей в одязі за соціальним статусом, як європейки чи американки.
- Важливість материнства, виховання дітей. Розглядається як найважливіше завдання суспільства, яке повинно плекати та підтримувати матерів.
- Збереження індивідуальності кожної (усі мешканки Їїзем'я мають неповторне ім'я, тому позбавлені прізвищ) при розумінні інтересів суспільства, на розвиток якого працюють усі мешканки Їїзем'я.
- Наголошується важливість якісної освіти для розвитку суспільства.
- В суспільстві Їїзем'я переважає асексуальність, не мають місця лесбійські стосунки.
- Соціальна критика суспільства часів Шарлотти Перкінс Гілмен.